# Oberer Querenbach
Der Obere Querenbach ist ein rechter Nebenfluss des Gablenzbaches bei Stollberg/Erzgeb. im sächsischen Erzgebirge.

## Verlauf
Der Obere Querenbach – etwa 2,4 km nordöstlich gibt es noch den Unteren Querenbach – entspringt in Brünlos an der S 258 in der Nähe des ehemaligen Ausfluglokals Waldschlößchen. Nach etwa 1 km Laufweg wird er durch den Heiligen Teich aufgestaut. Dieser von der Stadt Stollberg betriebene Wasserspeicher weist einen 7,5 m hohen Erddamm auf und wurde 1949 errichtet. In dem Gebiet befinden sich zahlreiche Brunnen, die bereits nach dem Ersten Weltkrieg zur Versorgung der Stadt Oelsnitz angelegt wurden. Die gute Qualität des Wassers rührt daher, dass hier die nördliche Erzgebirgsrandstufe von zahlreichen Hangmulden durchsetzt ist, die mit Schuttdecken ausgefüllt sind, die das Wasser filtern. Über Mitteldorf fließt der Bach weiter nach Nordwesten und mündet nach insgesamt etwa 4,2 km in den Gablenzbach.